# Al-Bawiti
Al-Bawiti (arab. ‏الباويطي‎) − miejscowość w Egipcie w muhafazie Giza, położona w oazie Al-Bahrijja na Pustyni Libijskiej. Miejscowość położona jest w obniżeniu, otoczona licznymi wzgórzami. Główne uprawy to: pszenica, ryż, palma daktylowa. W 2006 roku liczyła 8559 mieszkańców.
Pod koniec lat 90. XX w. archeolodzy odkryli na olbrzymim cmentarzysku w pobliżu Bawiti, datowanym na dwa pierwsze wieki naszej ery, liczne mumie. Część z nich miała na sobie złote maski.